# Народна партія (Болгарія)
Народна партія (болг. Народната партия) — болгарська політична партія, що існувала від середини 1890-их до 1920 року.
Народну партію було сформовано після падіння уряду Стефана Стамболова представниками консервативної опозиції та народної партії Східної Румелії. Засновником і першим лідером партії став Константин Стоїлов

## Видатні діячі
- Стефан Бобчев (1853–1940)
- Атанас Буров (1875–1954)
- Іван Вазов (1850–1921)
- Константин Величков (1855–1907)
- Іван Євстафієв Гешов (1849–1824)
- Михаїл Маджаров (1854–1944)
- Іван Пеєв-Плачков (1864–1942)
- Константин Стоїлов (1853–1901)
- Теодор Теодоров (1859–1924)